# Microchilus ovalis
Microchilus ovalis är en orkidéart som beskrevs av Paul Ormerod. Microchilus ovalis ingår i släktet Microchilus och familjen orkidéer. Inga underarter finns listade i Catalogue of Life.